# Gunung Sitoli
Gunung Sitoli is de hoofdplaats van het Indonesische eiland Nias.
Gunung Sitoli telde in 2010 125.566 inwoners.

## Geografie

### Klimaat
| Maand                       | jan  | feb  | mrt  | apr  | mei  | jun  | jul  | aug  | sep  | okt  | nov  | dec  | Jaar |
| --------------------------- | ---- | ---- | ---- | ---- | ---- | ---- | ---- | ---- | ---- | ---- | ---- | ---- | ---- |
| Gemiddeld maximum (°C)      | 30,8 | 31,2 | 31,2 | 31,0 | 31,3 | 31,2 | 30,8 | 30,6 | 30,4 | 30,1 | 30,0 | 30,2 | 30,7 |
| Gemiddelde temperatuur (°C) | 25,7 | 25,9 | 26,0 | 25,9 | 26,0 | 25,8 | 25,5 | 25,5 | 25,5 | 25,4 | 25,4 | 25,5 | 25,7 |
| Gemiddeld minimum (°C)      | 20,5 | 20,5 | 20,7 | 20,8 | 20,7 | 20,3 | 20,1 | 20,3 | 20,5 | 20,6 | 20,7 | 20,7 | 20,5 |
| Bron: cuacalab.id           |      |      |      |      |      |      |      |      |      |      |      |      |      |